# Dreamblade
Dreamblade ist ein Sammelminiaturenspiel der US-amerikanischen Firma Wizards of the Coast und erschien gleichzeitig in Europa und den USA am 9. August 2006. Das Spiel stellt einen strategischen Wettbewerb dar und enthält vor allem dank spezieller Würfel auch Glückselemente. Das Spiel ist nur in englischer Sprache erhältlich und wird seit 2008 nicht mehr produziert.
Ähnlich wie in dem Sammelkartenspiel Magic: The Gathering stellt jedes Spiel einen Kampf zwischen mächtigen Individuen dar, in diesem Fall sogenannter „Dream Lords“ mit parapsychischen Fähigkeiten. Jeder dieser Dream Lords kämpft in einer Landschaft innerhalb des gemeinsamen Unterbewusstseins der Menschheit mittels des Beschwörens von Traumkreaturen, welche den menschlichen Gefühlen entspringen. Diese Gefühle werden aufgeteilt in die Kategorien Tapferkeit (Valor), Angst (Fear), Wahnsinn (Madness) und Leidenschaft (Passion). Obwohl es heutzutage einige Miniaturenspiele gibt (siehe Tabletop), entspricht das Spielgefühl auf einem sehr eingeschränkten Spielfeld ('Dreamscape' genannt) mit den Beschwörungsregeln eher einem Sammelkartenspiel als einem traditionellen Miniaturenspiel.

## Wie man spielt
Bei Dreamblade spielen zwei Spieler in einem Duell gegeneinander. Wer zuerst sechs Runden für sich gewinnt, gewinnt auch das Spiel. Jede Runde wird von einem Spieler durch sogenannte Eroberungspunkte gewonnen, welche man für die Kontrolle über Territorien und durch das Zerstören von gegnerischen Kreaturen erhält.
Jeder Spieler beginnt mit einer Kampfgruppe bestehend aus 16 Miniaturen. Diese werden nach und nach in das Spiel gebracht und genutzt um Eroberungspunkte zu erlangen. Es gibt zwei Arten von Miniaturen, nämlich Kreaturen und Orte. Diese Miniaturen, das Spielfeld und die speziell bedruckten Würfel, welche für die Kreaturenkämpfe verwendet werden, machen die einzigartigen Elemente des Spiels aus.

### Elemente
Miniaturen: Das Hauptelement des Spiels mit Sammelaspekt. Jede Miniatur ist mit einem Symbol versehen, welche die Rarität ausdrückt (häufig, weniger häufig, selten). Es gibt zwei Arten von Miniaturen: Kreaturen und Orte. Diese Miniaturen können in sogenannten Starter-Packungen mit 16 Miniaturen oder in Booster-Packungen mit 7 Figuren erworben werden, wobei die genaue Zusammenstellung der enthaltenen Figuren dem Käufer unbekannt ist.
- Kreaturen: Die Standard-Attribute jeder Kreatur enthalten die Beschwörungskosten, Stärke-, Verteidigungs- und Lebenspunkte. Jede Kreatur gehört zu einem der Aspekte Tapferkeit (Valor), Angst (Fear), Wahnsinn (Madness) und Leidenschaft (Passion) und können zu einer speziellen Abstammung gehören. Des Weiteren haben viele der Kreaturen besondere Fertigkeiten.
  - Kosten: Die Spielkosten einer Miniatur unterscheiden sich zwischen Beschwörungskosten und Aspektkosten.
    - Beschwörungskosten: Die minimale Anzahl an Punkten, die der Spieler für die Beschwörung zu bezahlen hat.
    - Aspektkosten: Jede Miniatur desselben Aspekts, welches sich im Spiel oder bereits auf dem friedhof befindet gelten als ein Aspektpunkt. Alle übrigen Aspektpunkte müssen vom Spieler mittels Beschwörungskosten beglichen werden.

  - Stärke: Die Anzahl der speziellen Würfel, welche beim Angriff verwendet werden.
  - Verteidigung: Die Anzahl des Schadens, welchen die Kreatur aushält, bevor sie zerrissen wird (Spieltechnisch: auf ein anderes freies Feld gesetzt wird).
  - Lebenspunkte: Die Anzahl des Schadens, welchen die Kreatur aushält, bevor sie auf dem Friedhof landet.

- Orte: Orte haben Beschwörungs- und Aspektkosten (wie auch jede Kreatur), jedoch keine Stärke, Verteidigungs- oder Lebenspunkte.  Sie können sich nicht bewegen, verleihen jedoch spezielle Fertigkeiten auf die umgebenden Kreaturen. Orte werden direkt auf einem Territorium ausgespielt, in der sich eine verbündete Kreatur befindet.

- Aspekte: Jede Miniatur gehört zu einem der Aspekte Tapferkeit (Valor), Angst (Fear), Wahnsinn (Madness) und Leidenschaft (Passion). Jeder Aspekt hat andere Vor- und Nachteile, welche in den Miniaturen dargestellt werden.

- Fertigkeiten: Im ursprünglichen Regelwerk werden ungefähr fünfzig verschiedene Fertigkeiten aufgelistet. Blade-Fertigkeiten sind mit Abstand die häufigsten von ihnen.
  - Blade-Fertigkeiten: Es gibt vier Arten von Blade(Klingen)-Fertigkeiten: Blade, Doppel-Blade, Multi-Blade und Doppel-Multi-Blade, wobei jede die Anzahl der benötigten Blade-Symbole auf den speziellen Würfeln reflektiert (eins, zwei, unendlich oder eine beliebig hohe gerade Zahl). Alle gewürfelten Blade-Symbole müssen auch verwendet werden, denn es gibt auch nachteilige Blade-Fertigkeiten.

Initiativewürfel: Jeder Spieler macht am Anfang jeder Runde einen Initiative-Wurf mit einem normalen sechsseitigen Würfel. Das addierte Ergebnis beider Würfel ergibt die Anzahl der Beschwörungspunkte in dieser Runde. Wird eine Eins gewürfelt, erhalten beide Spieler keine Beschwörungspunkte (in der ersten Runde wird daher erneut gewürfelt). Zeigen beide Würfel dasselbe Ergebnis, fängt derjenige mit den meisten Punkten an – ist auch hier Gleichstand wird nochmals gewürfelt.
Wer nun den höheren Wurf gemacht hat, fängt als Erster an mit dem Beschwören seiner Kreaturen. Hat der Gegner danach auch seine Kreaturen ausgespielt darf der Gewinner der Initiative zuerst seine beiden Aktionen durchführen (Figuren ziehen und/oder angreifen).
Spielfeld: Das Spielfeld besteht aus fünf mal fünf Territorien. Die Spieler starten an den diagonal gegenüberliegenden Feldern, welche auch Portale genannt werden. Die Territorien der vordersten Reihe dienen dem Spieler als Beschwörungsfelder. Die mittleren drei mal drei Territorien gelten als die Schlüsselfelder, da diese die begehrten Eroberungspunkte abgeben.
- Beschwörungsfelder: In der ersten Runde dürfen Kreaturen nur im Portal ausgespielt werden. Danach darf der Spieler auf den Beschwörungsfeldern (die vorderste Reihe) eine Kreatur ausspielen. Hierfür muss sich in derselben Spalte bereits eine verbündete Kreatur befinden, jedoch nicht bereits auf demselben Beschwörungsfeld.

- Schlüsselfelder: Jede dieser drei mal drei Zellen geben Eroberungspunkte an die beiden Spieler. Die Reihe, welche an den gegnerischen Beschwörungsfeldern angrenzt gibt 5, 4 oder 3 Eroberungspunkte (vom Portal ausgehend), dem Gegner jedoch 0 und umgekehrt. Das mittlere Territorium wirft 2 Punkte an jeden Spieler ab, während die beiden Zellen links und rechts nur einen Punkt geben. Wenn sich in einem Territorium nicht nur eigene, sondern auch gegnerische Kreaturen befinden, erhalten beide Spieler hierfür keine Punkte.

Angriffswürfel: Die Angriffswürfel sind sechs-seitig. Zwei Seiten gelten als "verfehlt", drei Seiten zählen als Schaden mit jeweils 1, 2 und 3 Punkten. Die sechste Seite enthält das Blade(Klingen)-Symbol, welches für die speziellen Fertigkeiten der Kreaturen angewendet wird.

### Offizielle Seiten
- Dreamblade Die offizielle Dreamblade-Seite von Wizards of the Coast
- Dreamblade Regelwerk Das Regelwerk für Dreamblade
- WotC Dreamblade Forums Die offiziellen (englischen) Foren zu Dreamblade

### Inoffizielle Seiten
- Dreamblade.Stahlfell.de Eine inoffizielle deutschsprachige Community-Seite mit Foren und Downloads zu Dreamblade
- Dreamblade.TCGplayer.com Eine inoffizielle englischsprachige Community-Seite mit Datenbank